# 263
263 је била проста година.

## Догађаји
- Краљ Оденат из Палмире проглашава се владаром подручја западно од реке Еуфрат и римски цар Галијен га проглашава за Dux Orientalis.
- Освајање Шуа од стране Веја: Кинеска држава Цао Веј осваја Шу Хан, једну од своје две ривалске државе.
- Сима Џао, регент државе Цао Веј, прима девет почасти, државно место канцелара и титулу војводе од Ђина од Цао Хуана.
- Кинески математичар Лиу Хуи пише коментар на „Девет поглавља о математичкој уметности“, описујући оно што ће касније бити названо Гаусова елиминација, израчунавање броја пи итд.